# Guilherme de Malmesbury
Guilherme de Malmesbury, em inglês William of Malmesbury (ca. 1080/1095 – ca. 1143), foi um historiador medieval inglês do século XII, nascido entre 1080 e 1095 em Wiltshire, Inglaterra. 
Era filho de um normando e uma inglesa. Foi educado na Abadia de Malmesbury, onde recebeu uma sólida educação e decidiu escrever sobre a história da Inglaterra, utilizando como modelo a História Eclesiástica do Povo Inglês (c. 731) de Beda, o Venerável. 
Assim, por volta de 1120 redatou a Gesta regum anglorum (Feitos dos reis ingleses), que abarca o período entre 449 e 1127, seguida de uma Historia Novella (Nova historia) abrangendo o período entre 1128 e 1142, escrita cerca de 1141. Esta última inclui a guerra civil entre o rei Estêvão de Inglaterra e os partidários de Matilde de Inglaterra, um período conhecido como A Anarquia.
Também escreveu a Gesta pontificum anglorum (Feitos dos bispos ingleses) em 1125, além de várias obras teológicas.